# John Donne

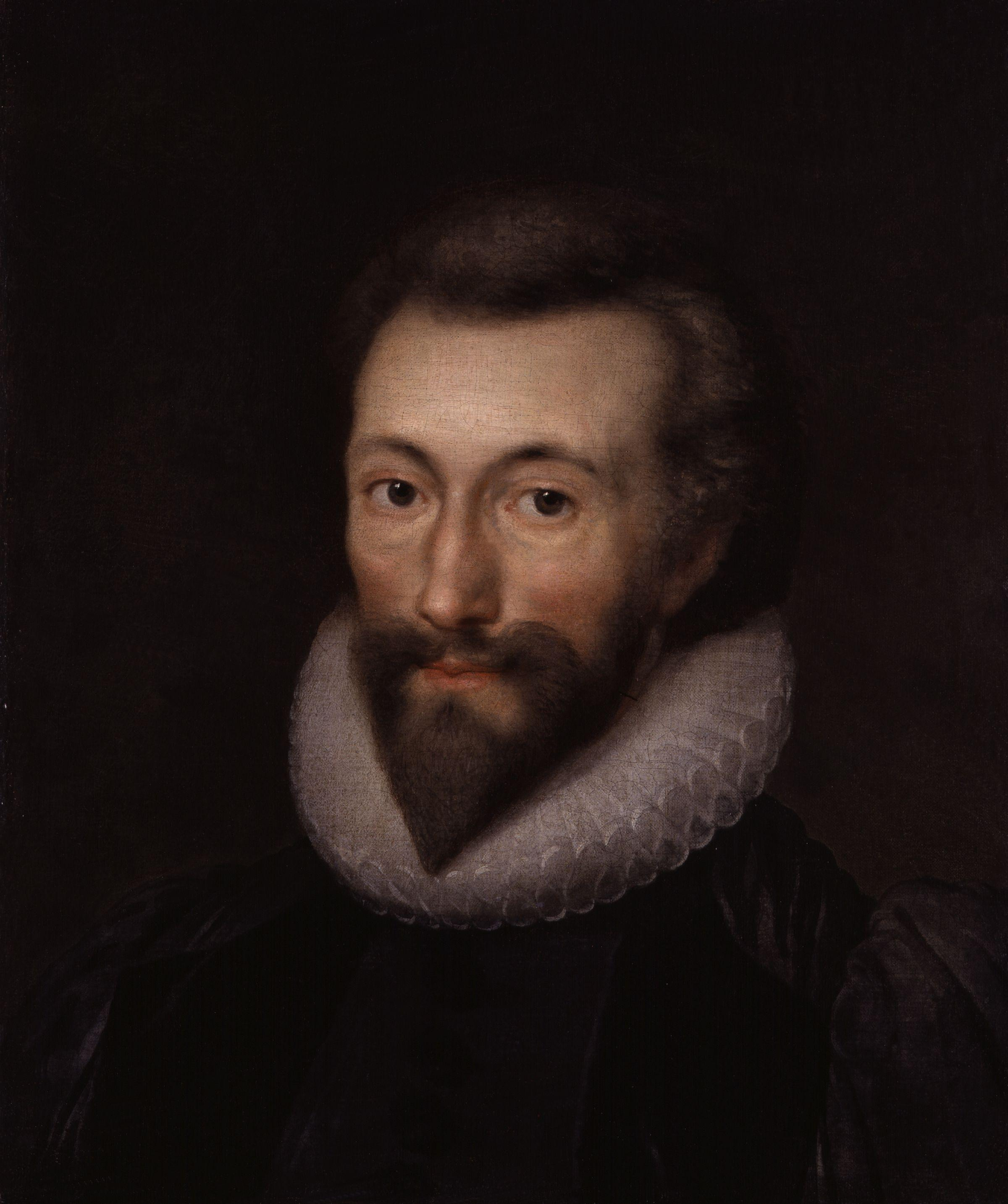
John Donne (um 1616)

John Donne (* 22. Januar 1572 in London; † 31. März 1631 ebenda) war ein englischer Schriftsteller und der bedeutendste der metaphysischen Dichter. Sein Werk umfasst Predigten, religiöse Gedichte, Übersetzungen aus dem Lateinischen, Epigramme, Elegien, Lieder und Sonette.

## Leben und Werk

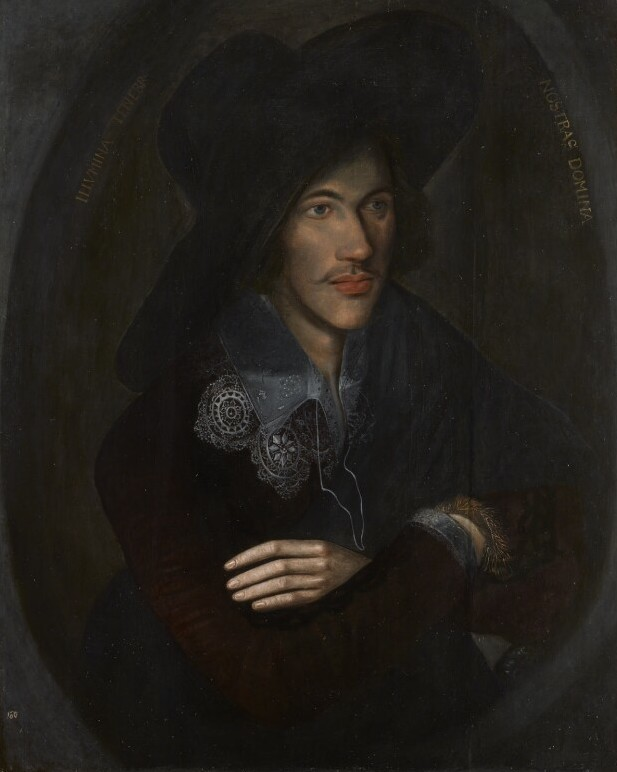
Donne in der Pose des Melancholikers (Porträt von 1595 in der National Portrait Gallery)

Donne wuchs in einer katholischen Familie auf und studierte sowohl in Oxford (am Hertford College) als auch in Cambridge. Von 1591 bis 1595 erhielt er eine juristische Ausbildung an Thavies Inn und Lincoln’s Inn. Als junger Mann bereiste er Europa und begleitete von 1596 bis 1597 den Grafen von Essex auf dessen Flottenexpeditionen nach Cádiz und zu den Azoren. Zurückgekehrt, wurde er Sekretär des Lordhüters des Großen Siegels Sir Thomas Egerton (ab 1603 Lord Ellesmere, ab 1616 Viscount Brackley) und begann sich als Dichter einen Namen zu machen. Zu den Werken aus dieser Zeit zählen viele seiner Lieder und Sonette, deren realistischer und sinnlicher Stil bemerkenswert ist. Donne schrieb auch viele satirische Verse, die eine zynische Weltanschauung zeigen.
1601 schloss Donne eine geheime Ehe mit Anne More, Nichte der zweiten Ehefrau von Baron Ellesmere; daraus entwickelte sich ein öffentlicher Skandal, der Donnes Ruf ruinierte; seine Werke nahmen einen ernsteren Ton an. Zwei Anniversaries („Jahresfeiern“) – An Anatomy of the World („Anatomie der Welt“) von 1611 und Of the Progress of the Soul („Vom Vorankommen der Seele“, 1612) – zeigen, wie erschüttert sein Glaube an die Ordnung der Dinge im vorrevolutionären England war, in einer Zeit wachsenden Zweifels in der Politik, Wissenschaft und Philosophie.
Im Werk Pseudo-Martyr (1610 veröffentlicht) formuliert Donne eine umfangreiche rechtshistorisch-staatstheoretische Analyse des Verhältnisses zwischen weltlicher und geistlicher Macht, wie sie durch den englischen König auf der einen und den Papst auf der anderen Seite verkörpert wird. König Jakob I. hatte sich mit eigenen Publikationen in der Debatte über den auch von Katholiken zu leistenden Treueeid auf den König (Oath of Allegiance) zu Wort gemeldet und war in Entgegnungen von Kardinal Robert Bellarmin scharf attackiert worden. Schützenhilfe von originellen Köpfen und brillanten Polemikern war da sehr willkommen. Donne leistete sie mit Pseudo-Martyr. Seine gegen die Jesuiten gerichtete Satire von 1611 Ignatius his Conclave (Das Konklave des Ignatius) war wahrscheinlich das erste englischsprachige Werk, in dem Galileo Galilei erwähnt wurde: Der Höllenfürst Luzifer fürchtet, Ignatius von Loyola könne ihn vom Thron stoßen. Deshalb schickt er ihn auf den Mond, der dank Galileis Fernrohr der Erde näher gerückt ist. Dort sollen die Jesuiten die Lunatic Church (doppelsinnig: Mondkirche oder Wahnsinns-Kirche) und die Roman Church zusammenführen und zugleich eine Mondhölle entstehen lassen.
Nach langer finanzieller Unsicherheit und Not, während der er zweimal Mitglied des Parlaments war (1601 und 1614), befolgte Donne schließlich den Wunsch seines Königs Jakob I. und ließ sich 1615 zum anglikanischen Priester weihen. Nach dem Tod seiner Frau im Jahr 1617 wurde der Ton seiner Dichtung dunkler, besonders in den Holy Sonnets (Heilige Sonette).
Nach seiner Priesterweihe schrieb Donne eine Reihe religiöser Werke, so seine Devotions (1624) und verschiedene Predigten, von denen einige zu seinen Lebzeiten veröffentlicht wurden. Er galt auch als einer der gewandtesten Prediger seiner Zeit. 1621 wurde Donne zum Dekan von St Paul’s (London) ernannt und hatte dieses Amt bis zu seinem Tod im Jahr 1631 inne.
Zu Beginn des 20. Jahrhunderts wurde John Donne in der durch T. S. Eliot initiierten Diskussion detailliert untersucht. Dabei konzentrierte sich die Debatte auf die Interpretation der einzelnen Gedichte und ließ die historischen sowie biographischen Bedingungen John Donnes fast völlig außer Acht.
Joseph Brodsky – wie T. S. Eliot Literaturnobelpreisträger – bezeichnete sich selbst als „Schüler“ Donnes und nannte Donne „eine der größten Gestalten der Weltliteratur“. Zum 300. Todestag Donnes 1931 schrieb Virginia Woolf: „Die erste uns anziehende Qualität seiner Lyrik liegt nicht in ihrer Bedeutung, so aufgeladen sie auch ist mit ihr, sondern in etwas Unvermischtem und Unmittelbarem: Es ist die Explosion, mit der sie ins Sprechen platzt.“
Charakteristisch für Donnes Lyrik ist insbesondere seine Sakralisierung des Erotischen und die damit verbundene Entwicklung einer aus literaturgeschichtlicher Sicht provozierenden neuen Form der Liebeslyrik, in der insbesondere das körperliche Begehren und die Sexualität als heiliges Mysterium erscheinen. Neuartig ist dabei nicht so sehr seine Verwendung durchaus unkonventioneller religiöser Bilder oder Metaphern in einem erotischen Diskurs, sondern vor allem die Heiligsprechung der Liebe als körperlich-sexuelle Erfahrung in einer Metaphorik und Bildersprache, die ans Blasphemische grenzt.

## Zitat
Zwei Wendungen aus dem Werk Donnes fanden Eingang in die Populärkultur, nämlich das sprichwörtliche „Niemand ist eine Insel“, das Thomas Merton und Johannes Mario Simmel als Buchtitel wählten, und „Wem die Stunde schlägt“ als Titel eines Romans von Ernest Hemingway.
Beide stammen aus demselben Absatz in Meditation XVII in Devotions:
No man is an island, entire of itself; every man is a piece of the continent, a part of the main. If a clod be washed away by the sea, Europe is the less, as well as if a promontory were, as well as if a manor of thy friend’s or of thine own were. Any man’s death diminishes me because I am involved in mankind; and therefore never send to know for whom the bell tolls; it tolls for thee.
„Niemand ist eine Insel, in sich ganz; jeder Mensch ist ein Stück des Kontinents, ein Teil des Festlandes. Wenn eine Scholle ins Meer gespült wird, wird Europa weniger, genauso als wenn’s eine Landzunge wäre, oder ein Landgut deines Freundes oder dein eigenes. Jedes Menschen Tod ist mein Verlust, denn ich bin Teil der Menschheit; und darum verlange nie zu wissen, wem die Stunde schlägt; sie schlägt dir selbst.“

## Werke
Moderne Ausgaben
- Herbert Grierson (Hrsg.): John Donne: Poetical Works. 1933 (Standardedition).
- Joe Nutt (Hrsg.): John Donne: The Poems. 1999, ISBN 0-333-74783-6.
- Phillip Mallet (Hrsg.): York Notes on John Donne: Selected Poems. 1999, ISBN 0-582-41465-2.

Deutsche Übersetzungen
- „Nacktes denkendes Herz.“ Aus seinen poetischen Schriften und Prosawerken. Übers. Annemarie Schimmel. Köln 1969.
- Songs and Sonnets – Liebeslieder. Übers. K. Wydmond.[8] Stuttgart 1981.
- „Zwar ist auch Dichtung Sünde.“ Gedichte. Übers. Maik Hamburger, Christa Schuenke. Leipzig 1982.
- Elegies – Erotische Elegien. Übers. K. Wydmond. Stuttgart 1983.
- Alchimie der Liebe. Gedichte. Übers. Werner von Koppenfels. Zürich 1996.
- „Hier lieg ich, von der Lieb erschlagen.“ Songs and Sonnets – Lieder und Gedichte. Übers. Wolfgang Breitwieser. Frankfurt am Main 2000.
- „Erstürme mein Herz!“ Elegien, Epigramme, Sonette. Übers. Wolfgang Breitwieser. Frankfurt am Main 2000.
- „Geh, fang einen Stern, der fällt.“ Übers. Werner Vordtriede. Frankfurt am Main 2001.
- Nach John Donne. Übers. Benedikt Ledebur. Wien 2004.
- „Erleuchte, Dame, unsre Finsternis.“ Songs, Sonette, Elegien. Übers. Wolfgang Held. Frankfurt am Main 2009.
- „Schweig endlich still und lass mich lieben!“ Ein John-Donne-Lesebuch. Übers. u. Hg. Michael Mertes. 2. Aufl. Bonn 2020.

## Gedenktag
Die Evangelisch-Lutherische Kirche in Amerika und die anglikanische Kirche haben den 31. März zum Gedenktag an Donne bestimmt.